# 1984년 미국 하원의원 선거
1984년 미국 하원의원 선거는 1984년 11월 6일에 치른 미국의 하원의원선거이다. 1984년 미국 대통령 선거와 동시 실시되었다. 미국 공화당은 16석을 더 얻었다. 로널드 레이건은 압승하였지만 민주당은 하원의 과반을 유지했다.